# ŽRK Vardar
A ŽRK Vardar egy macedón női kézilabdacsapat, amelynek székhelye Szkopjében van. A klubot 1961-ben RK Grafichar néven alapították, amelynek nevét többször is megváltoztatták. A jelenlegi néven 2012 óta szerepel a csapat. A Bajnokok Ligájában három bronz-és kettő ezüstérmet szerzett a csapat. Ám azonban 2018-ban szétesett, mert minden játékosát elengedte, és a klub 2018 nyara óta fiatal, saját nevelésű játékosokból áll. A 2017-2018-as Bajnokok Ligája kiírásban a csapatot az Irina Dibirova-Roberto García Parrondo orosz-spanyol páros irányította.

## Története
Első sikerüket az 1994-es macedón kupa megnyerésével szerezték. 2012 után, miután a férficsapattal együtt megvásárolta a klubot az orosz milliárdos befektető, Szergej Szamszonyenko, egyeduralkodó lett a macedón bajnokságban. Ezután érkezett a klubhoz több világklasszis játékos, ennek köszönhetően az első bajnoki címet 2013-ban szerezték meg. A bajnokásgot azóta is minden évben a ŽRK Vardar nyeri. A Bajnokok ligájában rendezett eddigi összes Final four-ban részt vettek és három alkalommal (2014, 2015, 2016) bronzérmesek lettek, 2017-ben pedig döntőbe jutottak, ahol hosszabbításban maradtak alul a Győri Audi ETO KC-val szemben.
A 2017–18-as szezon előtt a tulajdonos bejelentette, hogy már csak a szezon végéig fogja magas szinten támogatni a csapatot, a következő szezontól fiatal macedón játékosok fogják alkotni a keretet, a csapat külföldi játékosait pedig elengedi a szezon végén. Az idény végén újra bejutottak a Bajnokok Ligája döntőjébe, ahol újra a Győri ETO csapatával mérkőztek meg. A rendes játékidőben 20–20-as döntetlent követően a címvédő győri csapat 27–26-os győzelmet aratott a hosszabbításban.
2018 nyarán a pénzügyi nehézségekkel küzdő csapat nem nevezett a Bajnokok Ligája következő idényére, míg kulcsemberei nagy része más európai élklubban folytatta pályafutását.

## Eredmények
- Macedón bajnokság győztese: 2013, 2014, 2015, 2016, 2017, 2018
- Macedón kupa győztese: 1994, 2014, 2015, 2016, 2017
- Bajnokok Ligája

  Döntős (2): 2016–17, 2017–18
 Bronzérmes (3): 2013–14, 2014–15, 2015–16

## A 2016-2017-esBLezüstérmes csapat
| Kapusok - 12 Amandine Leynaud - 31 Inna Suslina - 84 Mayssa Pessoa Balszélsők - 07 Camilla Herrem - 08 Tamara Mavsar Jobbszélsők - 04 Jovanka Radičević - 91 Sara Ristovska Beállók - 20 Anja Althaus - 27 Andrea Čović Canidija | Balátlövők - 11 Sanja Damnjanović - 23 Andrea Penezić Irányítók - 71 Tatiana Khmyrova - 77 Andrea Lekić Jobbátlövők - 05 Andrea Klikovac - 15 - Barbara Lazović - 64 Alexandra Lacrabère |

### Változások a 2017-2018-as szezont megelőzően
| Érkezők - Jovana Sazdovska (a Măgura Cisnădie csapatától) - Teodora Keramichieva (a ŽRK Izvor csapatától) - Polina Kuznetsova (a Kubany Krasznodar csapatától) - Dragana Cvijić (a ŽRK Budućnost csapatától) - Marija Petrović (a ŽRK Izvor csapatától) | Távozók - Mayssa Pessoa (a Rosztov-Don csapatához) - Camilla Herrem (a Sola HK csapatához) - Tamara Mavsar (a Krim Ljubljana csapatához) - Anja Althaus (a Győri Audi ETO KC csapatához) - Sanja Damnjanović (a Siófok KC csapatához) |

## A 2017–2018-asBLezüstérmes keret
| Kapusok - 12 Amandine Leynaud - 31 Inna Suslina Balszélsők - 07 Jovana Sazdovska - 08 Polina Kuznetsova Jobbszélsők - 04 Jovanka Radičević - 91 Sara Ristovska Beállósok - 27 Andrea Čović Canidija - 72 Dragana Cvijić - 83 Marija Petrović | Balátlövők - 23 Andrea Penezić - 24 Teodora Keramichieva Irányítók - 71 Tatiana Khmyrova - 77 Andrea Lekić Jobbátlövők - 05 Andrea Klikovac - 15 - Barbara Lazović - 64 Alexandra Lacrabère |

### Változások a 2018-2019-es szezont megelőzően
| Érkezők | Távozók - Amandine Leynaud (a Győri Audi ETO KC csapatához) - Alexandra Lacrabère (a Fleury Loiret HB csapatához) - Inna Suslina (visszavonult) - Polina Kuznetsova (a Rosztov-Don csapatához) - Tatiana Khmyrova (a Siófok KC csapatához) - Jovana Sazdovska (a Thüringer HC csapatához) - Sara Ristovska (az RK Krim Ljubljana csapatához) - Teodora Keramichieva (a Chambray Touraine csapatához) - Jovanka Radičević (a CSM București csapatához) - Andrea Klikovac (a CSM București csapatához) - - Barbara Lazović (a CSM București csapatához) - Andrea Lekić (a CSM București csapatához) - Dragana Cvijić (a CSM București csapatához) - Marija Petrović (a SCM Gloria Buzâu csapatához) - Andrea Penezić (a Siófok KC csapatához) - Andrea Čović Canidija (visszavonult) |

## Korábbi játékosok
| - Andrea Beleska - Biljana Crvenkoska - Dragana Pecevska - Dragana Petkovska - Ivana Gakidova - Ivana Szazdovszki - Jovana Micevska - Jovana Szazdovszka - Julija Nikolić - Leonida Gičevska - Marija Shteriova - Mirjeta Barjamoska - Robertina Mečevkska - Sara Mitova - Sara Ristovska - Simona Stojanovska - Teodora Keramičieva | - Mayssa Pessoa - Alena Ikhneva - Jekatyerina Kosztyukova - Inna Suslina - Nigina Saidova - Olga Chernoivanenko - Polina Kuznyecova - Tatyjana Hmirova - Andrea Čović Canidija - Andrea Penezić - Andrea Lekić - Dragana Cvijić - Marija Lojpur - Marija Petrović - Sanja Damnjanović - - Barbara Lazović - Andrea Klikovac - Jovanka Radičević - Alexandra Lacrabère - Allison Pineau - Amandine Leynaud - Siraba Dembélé - Camilla Herrem |

## Korábbi edzők
- Indira Kastratović –2016
- David Davis 2016–2017
- Irina Dibirova 2017–